# Luciano Vietto
Luciano Darío Vietto, född 5 december 1993 i Balnearia, är en argentinsk fotbollsspelare som spelar för Sporting Lissabon.

## Klubbkarriär
Den 9 augusti 2018 lånades Vietto ut till Fulham på ett låneavtal över säsongen 2018/2019.